# Edvana Carvalho
Edvana Carvalho (Salvador, 17 de maio de 1968) é uma atriz, poetisa, apresentadora, escritora e educadora brasileira, conhecida por sua participação no Bando de Teatro do grupo Olodum e por sua interpretação como Inácia na refilmagem da telenovela Renascer.

## Biografia
Filha de Edna e Ivan Carvalho, Edvana nasceu e foi criada no bairro do Curuzu, em Salvador. Tem dois filhos: Luana, nascida em 1992, e Davi Sol, nascido em 1996. 
Teve seu primeiro contato com o teatro aos 16 anos, na escola pública em que estudava, e entrou para um curso de teatro no Sesc Senac antes de ingressar no ensino superior. Posteriormente, graduou-se no curso de Teatro da UFBA, com uma pós-graduação em Psicopedagogia, e passou a dar aulas na rede pública. 
Participou da formação original do Bando do Teatro Olodum, responsável por peças de sucesso como Ó Pai, Ó, que serviu como base para o filme de mesmo nome, do qual Edvana também fez parte, interpretando Lúcia - posteriormente, ela reprisaria o papel em Ó Pai, Ó 2. 
Integrou os elencos de produções televisivas como Clandestinos e Pega Pega, mas foi substituindo uma recém falecida Léa Garcia como intérprete da governanta e ialorixá Inácia no reboot de Renascer que Edvana obteve reconhecimento nacional. Na trama, Inácia, a fiel escudeira do protagonista José Inocêncio (Humberto Carrão/Marcos Palmeira), além de ter passado a ser mãe de Ritinha (Mell Muzzillo) - parentesco que este não existe na versão original -, ganhou destaque com sua abordagem de religiões de matriz africana e sincretismo, e suas cenas com Padre Santo (Chico Diaz) e Pastor Lívio (Breno da Matta) receberam elogios de público e crítica. 
Em 2025, íntegra o elenco do remake de Vale Tudo como a costureira Eunice, esposa de Bartolomeu (Luís Melo) e originalmente interpretada por Íris Bruzzi em 1988.

## Filmografia

### Televisão
| Ano     | Título                    | Personagem                      | Notas          |
| ------- | ------------------------- | ------------------------------- | -------------- |
| 2008    | Clandestinos              | A Baiana                        |                |
| 2011–12 | Malhação                  | Aparecida da Silva (Cida)       | 19.ª Temporada |
| 2014–15 | Malhação                  | Elizabete da Conceição (Bete)   | 22.ª Temporada |
| 2017–18 | Pega Pega                 | Dulcina dos Passos Reis Tavares | [ 5 ]          |
| 2019    | Irmãos Freitas            | Zuleica Freitas                 | [ 6 ] [ 7 ]    |
| 2020–21 | Minha Receita com Jacquin | Apresentadora                   |                |
| 2024    | Renascer                  | Inácia de Jesus Galvão          | [ 8 ] [ 9 ]    |
| 2025    | Vale Tudo                 | Eunice Meireles                 |                |

### Cinema
| Ano  | Título                                          | Personagem          | Notas                       |
| ---- | ----------------------------------------------- | ------------------- | --------------------------- |
| 1997 | Toneladas de desejos                            |                     | Curta-metragem              |
| 1998 | Edifício Oxumaré                                | Cremilda            | Curta-metragem              |
| 1999 | O menino do Rio Vermelho                        | Mulher do fusca     | Curta-metragem              |
| 2001 | Jenipapo                                        | A menina da Fazenda | Co-produçao Brasil e Canada |
| 2007 | Ó Paí, Ó                                        | Lúcia               |                             |
| 2010 | O Pulo do Gato                                  | Regina              | Curta-metragem              |
| 2014 | Os Homens São de Marte... e É pra lá que Eu Vou | Dedé                |                             |
| 2018 | Guerra de Algodão                               |                     |                             |
| 2021 | Receba!                                         | Gina                |                             |
| 2022 | As Verdades                                     | Sâmia               |                             |
| 2022 | Beleza da Noite                                 | Conceição           | Telefilme                   |
| 2023 | Ó Paí, Ó 2                                      | Lúcia               |                             |
| 2024 | Arca de Noé                                     | Ruth (voz)          | Voz original                |
| 2025 | Malês                                           | Iyá Nassô           |                             |

## Teatro
| Ano       | Título                              | Notas         |
| --------- | ----------------------------------- | ------------- |
| 1995      | Zumbi Está Vivo e Continua Lutando  |               |
| 1991      | Essa É Nossa Praia                  |               |
| 1991      | O Novo Mundo                        |               |
| 1994      | Bye Bye, Pelô                       |               |
| 1992      | Ó Paí, Ó                            |               |
| 2004      | O Santo e a Porca                   |               |
| 2004-2008 | Vixe Maria, Deus e o diabo na Bahia |               |
| 2009      | Quem é Ela?                         |               |
| 2019–2024 | Aos 50 – Quem Me Aguenta?           | [ 14 ] [ 15 ] |

## Prêmios e indicações
| Ano  | Prêmio                         | Categoria                  | Indicação | Resultado |
| ---- | ------------------------------ | -------------------------- | --------- | --------- |
| 2024 | Prêmio Potências               | Atriz Coadjuvante          | Renascer  | Venceu    |
| 2024 | Prêmio Noticiasdetv.com        | Melhor Atriz Coadjuvante   | Renascer  | Venceu    |
| 2024 | Melhores do Ano Natelinha      | Melhor Atriz               | Renascer  | Indicada  |
| 2024 | Prêmio Ubuntu Potências Negras | Cenas Pretas (Atriz)       | Renascer  | Venceu    |
| 2024 | Melhores do Ano                | Atriz Coadjuvante          | Renascer  | Indicada  |
| 2024 | Prêmio F5                      | Melhor Atuação Coadjuvante | Renascer  | Indicada  |
| 2024 | Prêmio APCA de Televisão       | Melhor Atriz               | Renascer  | Indicada  |
| 2024 | Melhores do Ano - Duh Secco    | Melhor Atriz Coadjuvante   | Renascer  | Indicada  |